# ICE T
ICE Tは、ドイツ鉄道の車体傾斜式高速電車である。ICE 3と同様の動力分散方式を採用する。

## 開発

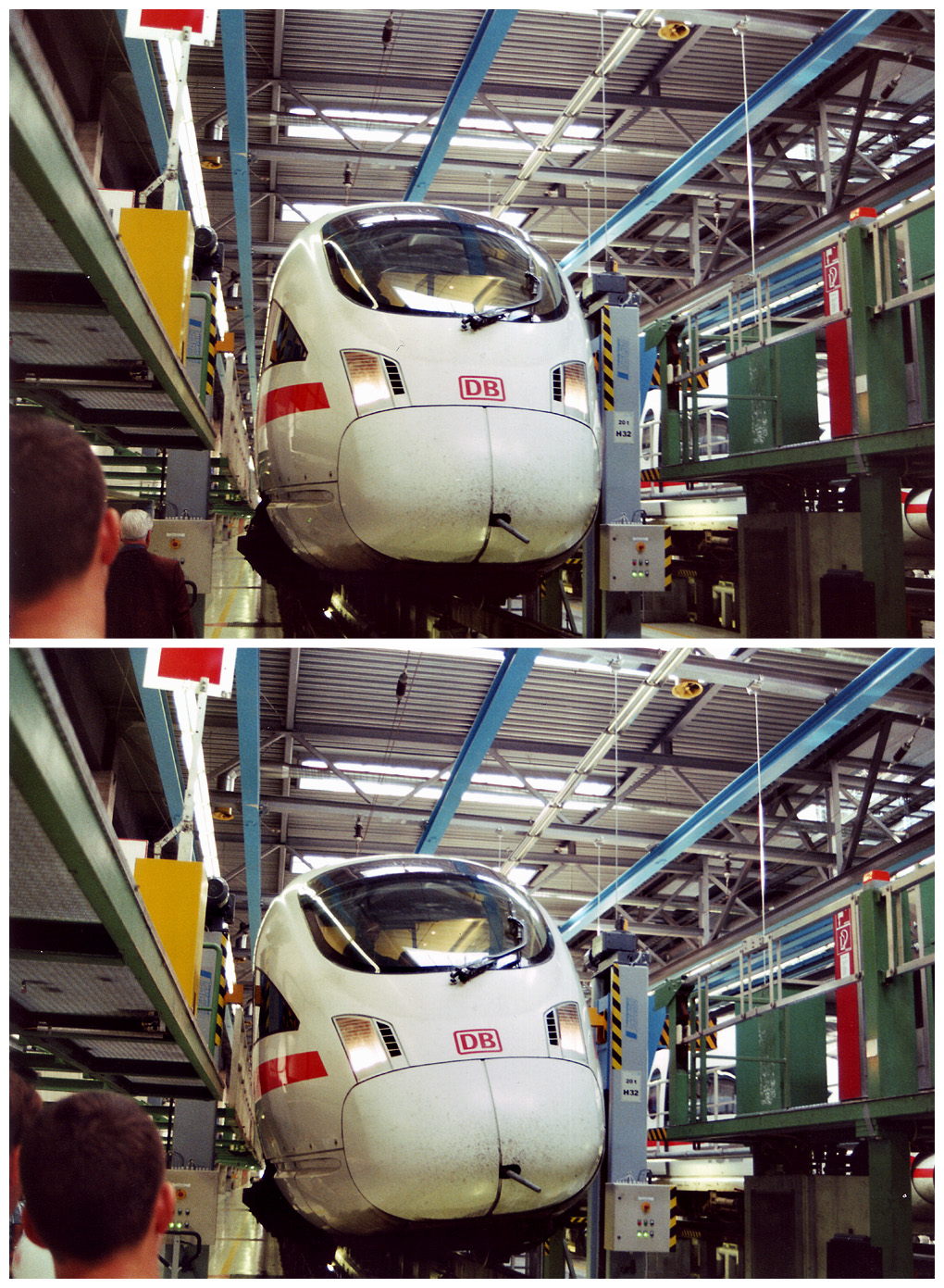
車体傾斜試験 ICE T

ICEの高速列車網を高速新線だけでなくカーブが多い在来線にも拡大するため、車体傾斜機構を搭載し、従来のインターシティーに代わる列車として開発されたのが動力分散式のICE Tである。7両編成の411形と5両編成の415形の2種類が存在する。
ドイツ南部の丘陵路線の高速化のために導入され、1999年5月にシュトゥットガルトからスイスのチューリッヒの間で5両編成の415形の営業運転を開始した。同年秋には7両編成の411形も登場している。構体は同じく動力分散式のICE 3と類似するが、車体断面や前面の形状がやや異なり、前面灯火類の配置、先頭部の赤帯の有無で識別できる。411形は2編成、415形は最大3編成の併結運転も可能である。
最高速度は230 km/hである。車体傾斜機構はペンドリーノと同じイタリアのフィアット社の技術を用いた。最大傾斜角は8度で、曲線通過速度は20 %向上した。
主制御装置はインバータ制御方式を、主電動機には三相交流誘導電動機を採用している。

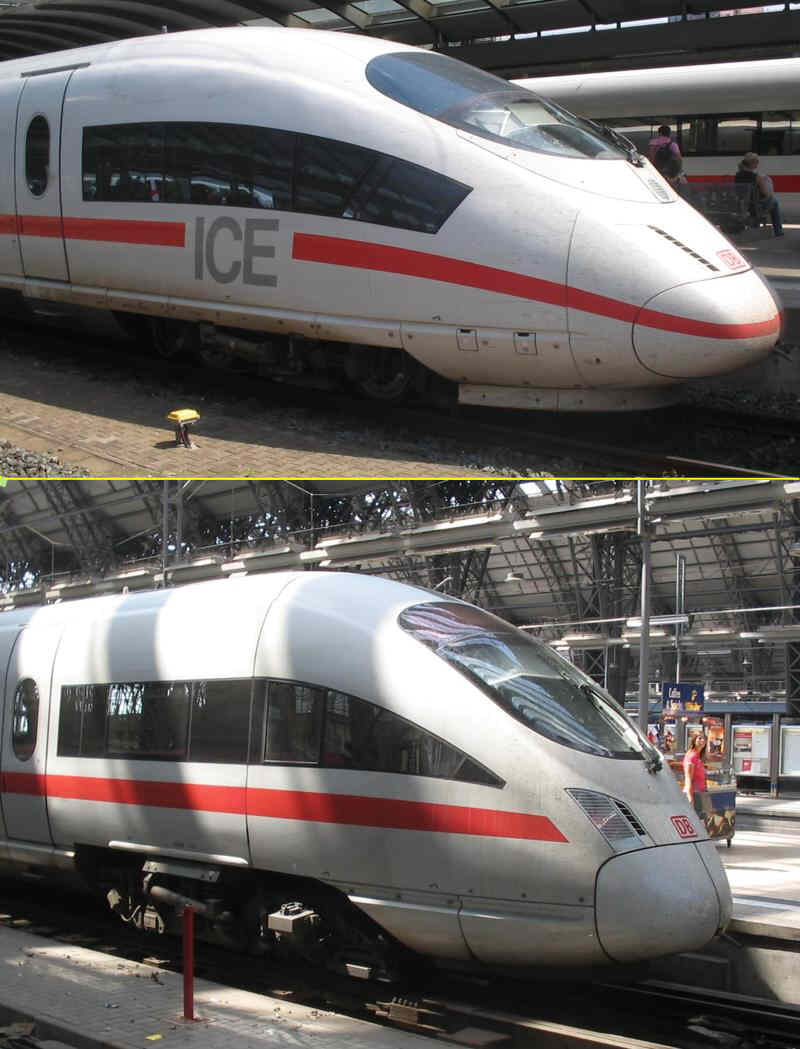
ICE TとICE 3の前面形状
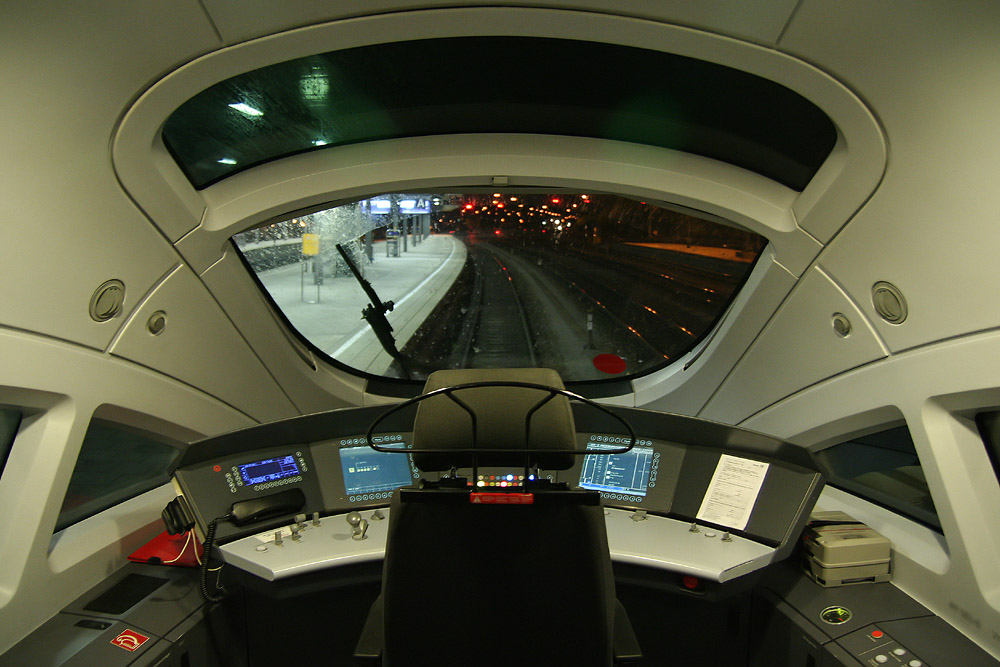
運転席
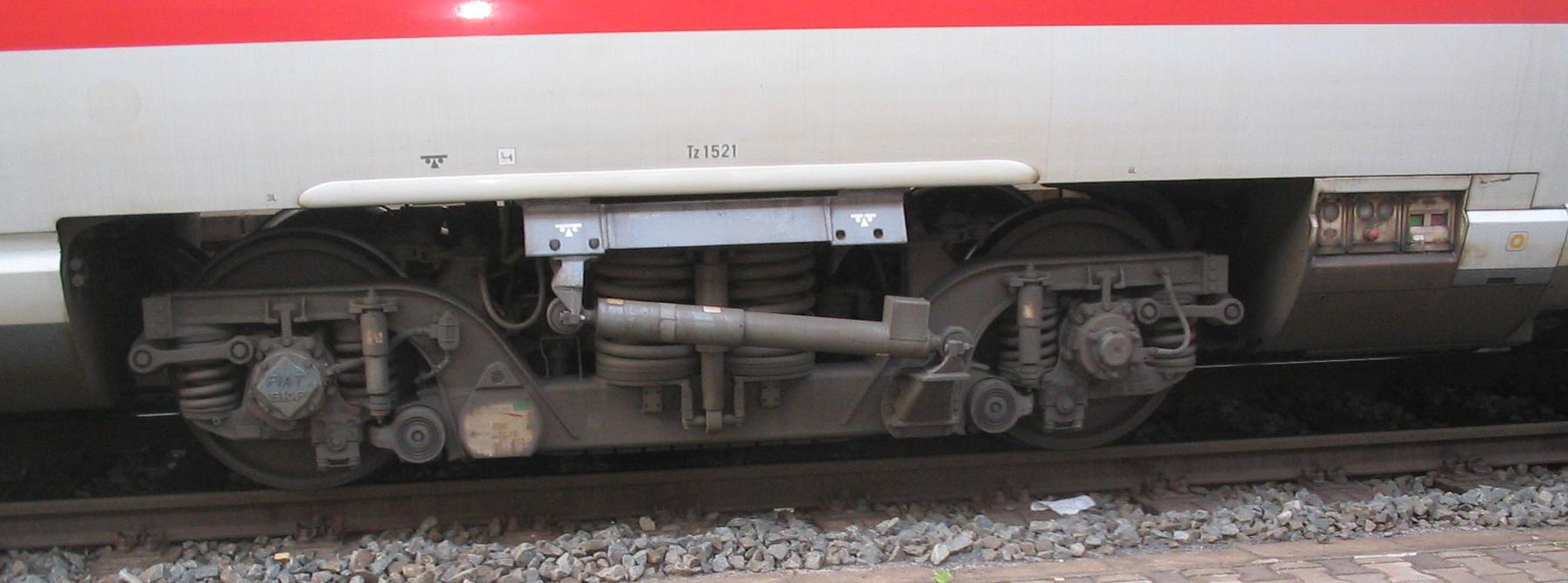
台車

## 車内
これまでのICE 1、ICE 2と異なり動力分散型となったため、全車両に客席が設置された。これを生かして当初は運転席を高運転台として車両最前部にラウンジ席を設ける案が出されていた。結局は通常の運転席とすることとなり、運転席後方に前面展望を楽しめる「ラウンジ席」を配置した。このラウンジ席は「Ruhebereiche」（クワイエットゾーン、携帯電話での通話禁止）に指定されている。
車内は基本的にコンパートメントを減らして通常座席をメインとし、座席定員を増加させている。ただし設計当時のドイツ鉄道の方針では一等車にコンパートメントを併設させることとなっていたため、一等車には背の低いパーティションで区切られた区画を設けている。

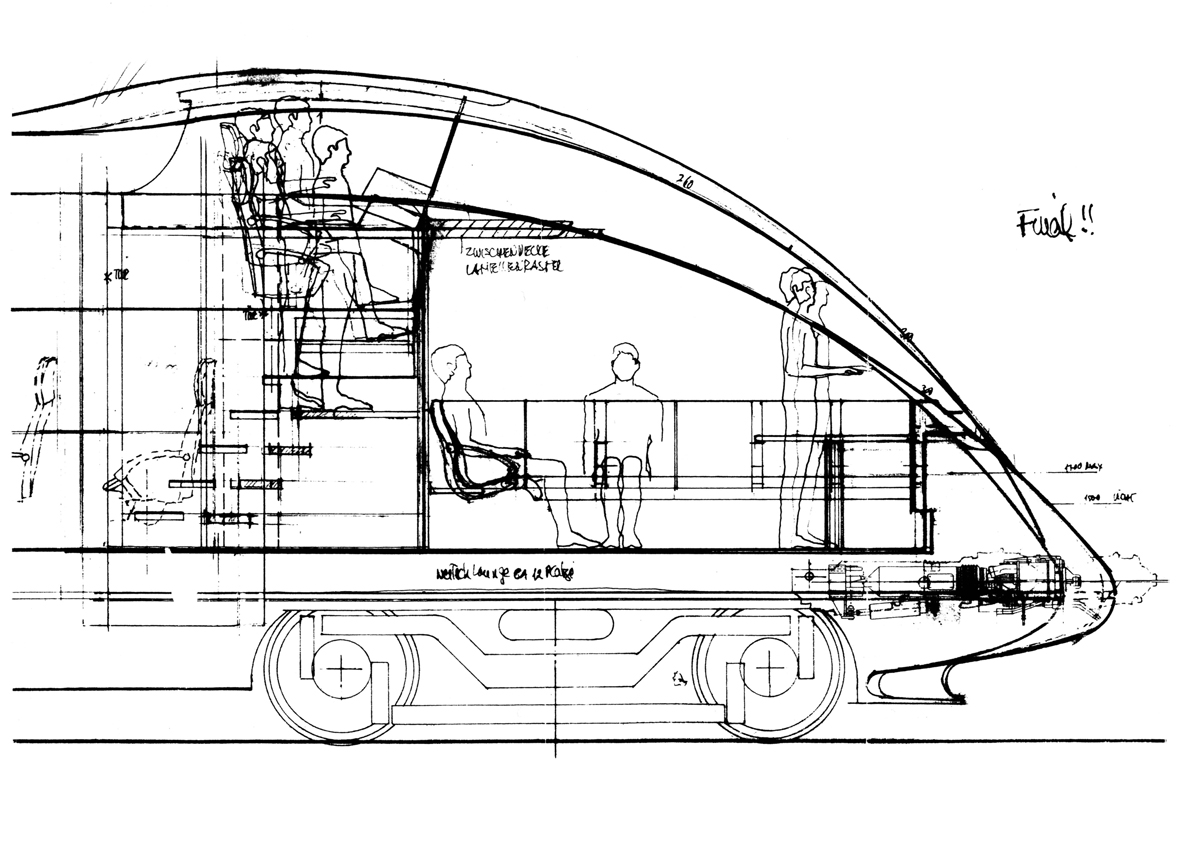
ラウンジ席の当初デザイン
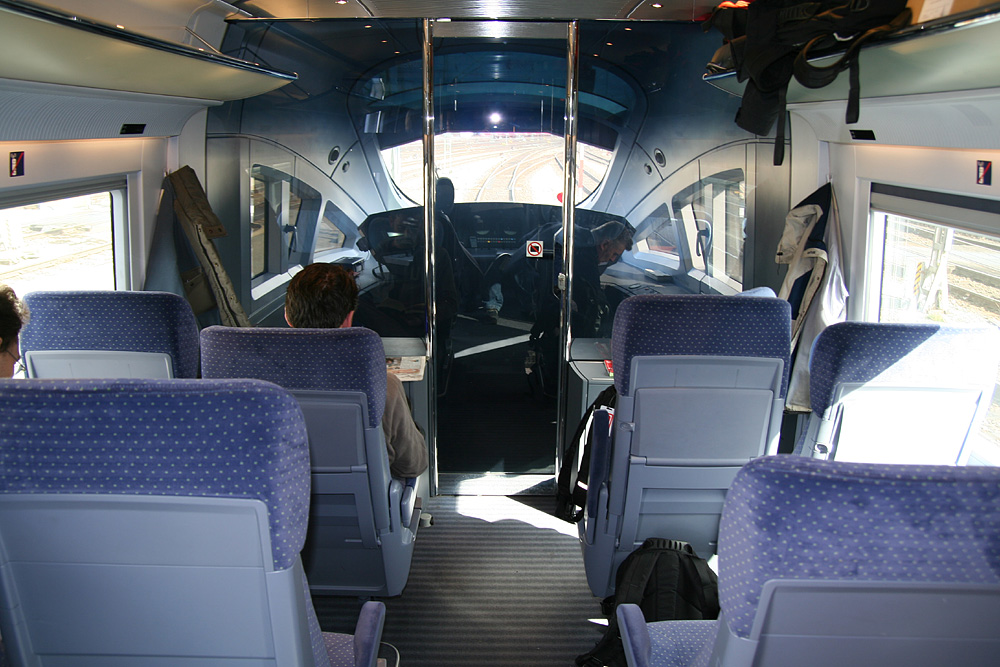
ラウンジ席
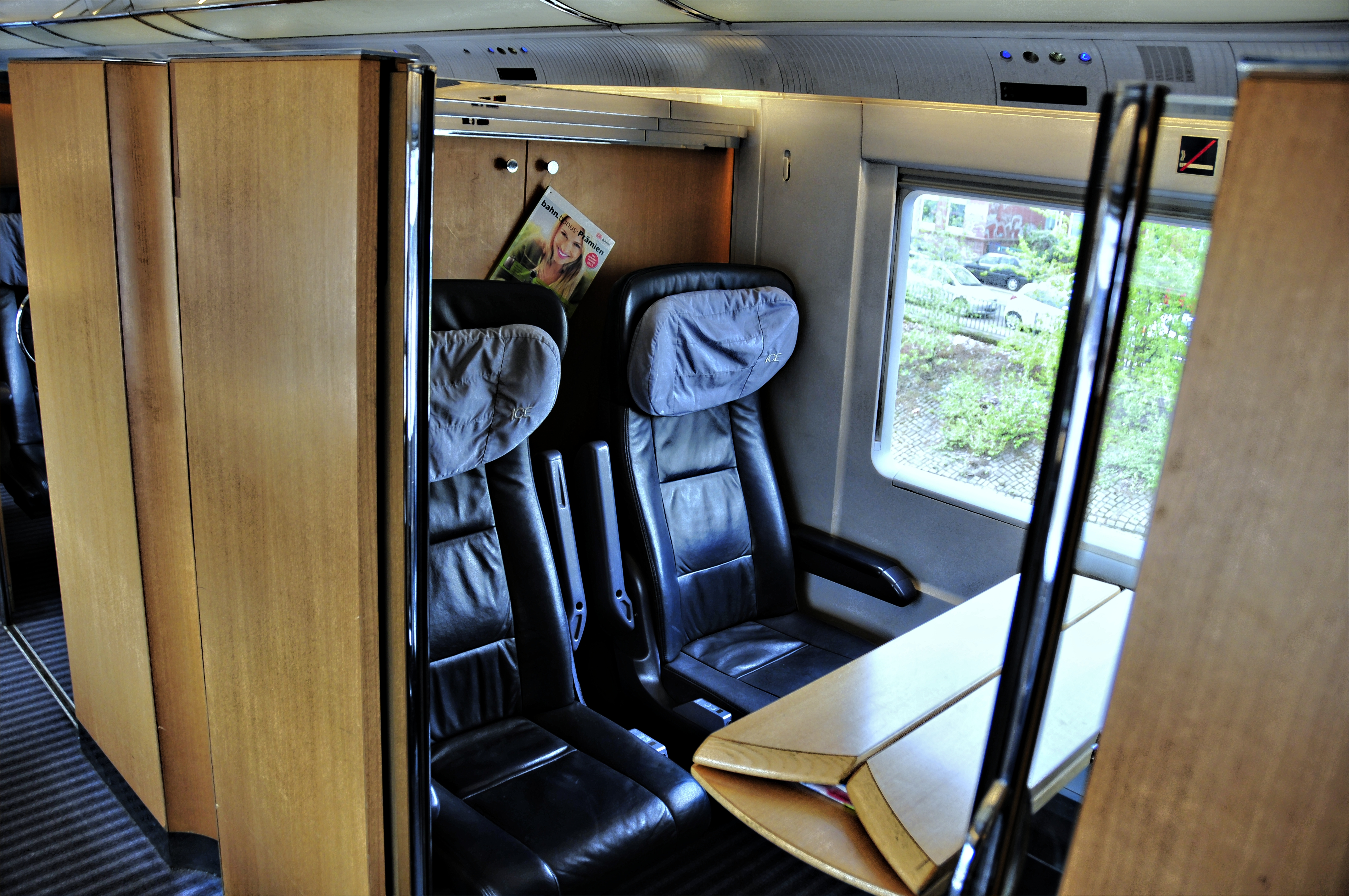
一等車のコンパートメント
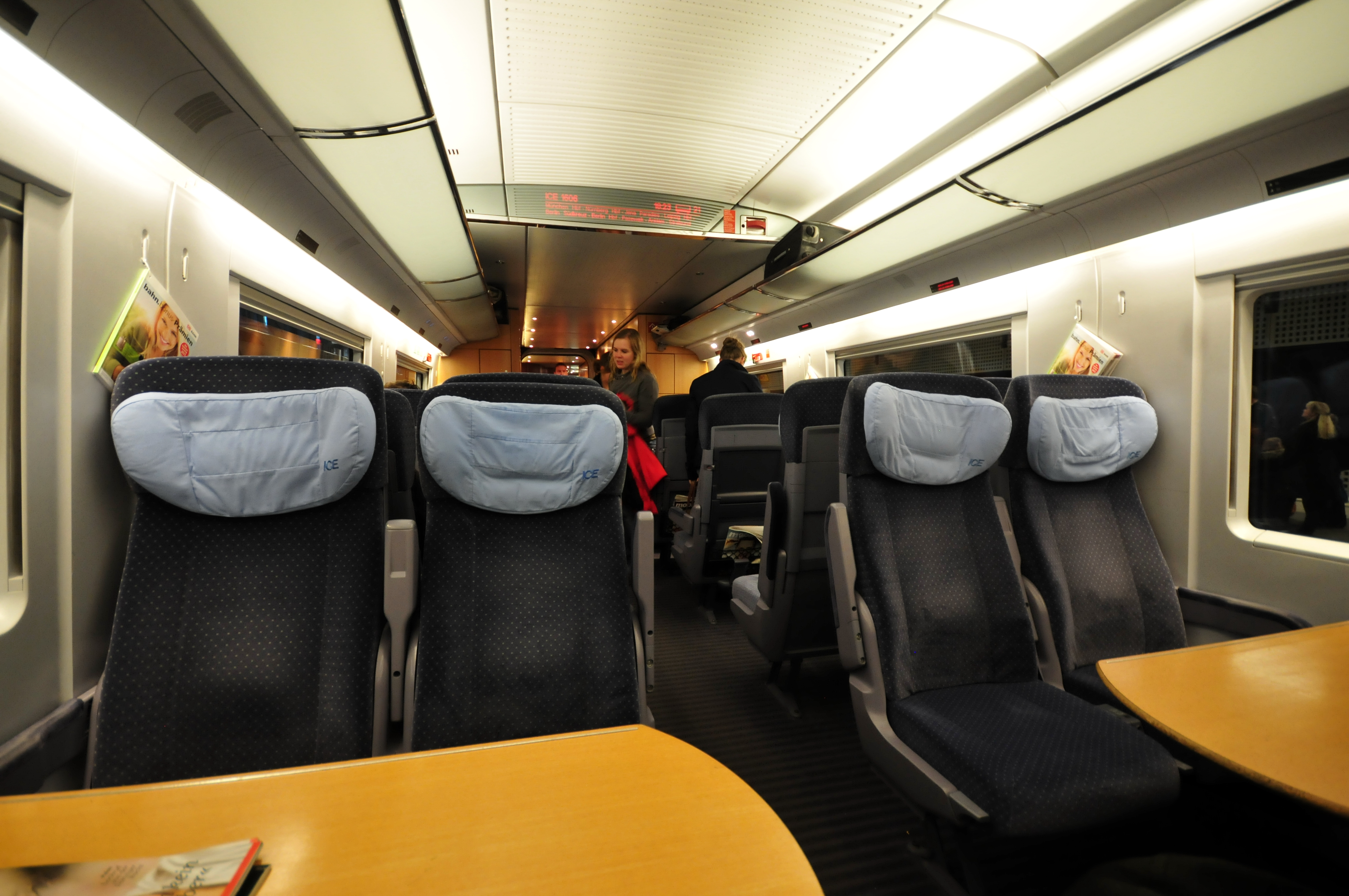
二等車

## 編成

### 411形

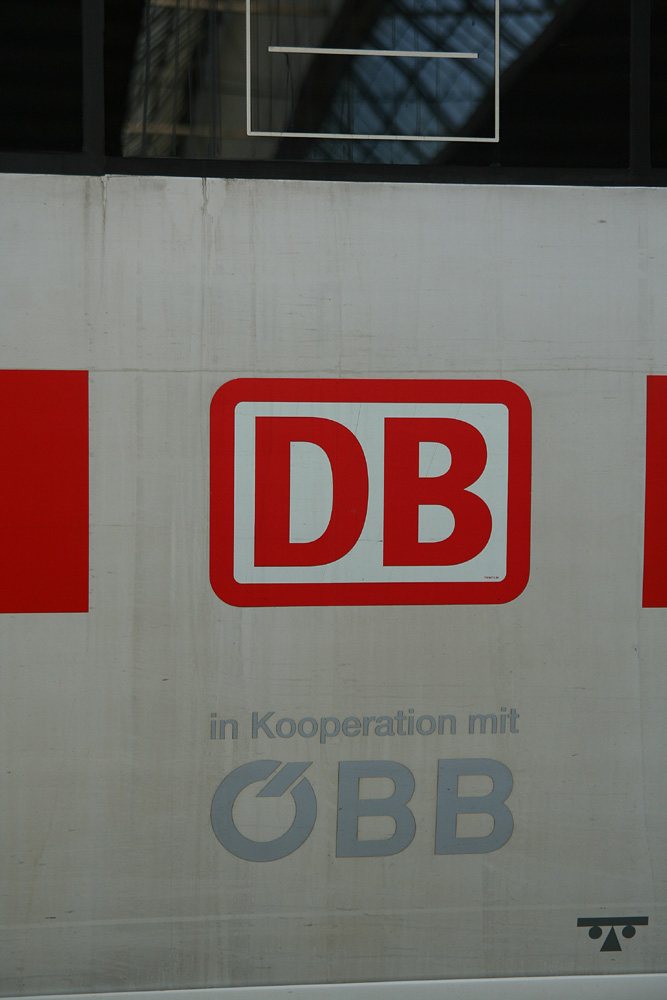
DBとÖBBの両方のロゴが入ったÖBBの4011形

7両編成のグループ。1999年 - 2000年に、一次車として32編成が製造された。また2004年 - 2005年には、二次車 (ICE T2) として28編成が製造された。二次車は一次車より、編成定員が増加している。
2007年12月のダイヤ改正に合わせて、オーストリア連邦鉄道がドイツ鉄道の411形のうち3編成を購入し、同鉄道の4011形となっている。
編成内容は以下のとおりである。
- 411.5形：1号車・制御車（パンタグラフ付）・2等車
- 411.6形：2号車・電動車・2等車
- 411.7形：3号車・電動車・2等車
- 411.8形：4号車・付随車・2等車
- 411.2形：5号車・電動車・食堂車 (Bord Restaurant)
- 411.1形：7号車・電動車・1･2等車
- 411.0形：8号車・制御車（パンタグラフ付）・1等車

### 415形
5両編成のグループ。1997年に11編成が製造された。供食設備は"Bord Restaurant"ではなく、立食形式の軽食堂"Bord Bistro"となっている。
編成内容は以下のとおりである。
- 415.5形：1号車・制御車（パンタグラフ付）・2等車
- 415.6形：2号車・電動車・2等車
- 415.7形：3号車・電動車・2等車
- 415.1形：7号車・電動車・食堂車 (Bord Bistro) ・2等車
- 415.0形：8号車・制御車（パンタグラフ付）・1等車